# René Babonneau
René Babonneau, (Nantes, 18 de junho de 1904 - Saint-Avold, 20 de novembro de 1963) foi um oficial da Legião Estrangeira e combatente da resistência francesa.

## Biografia
Vindo de uma família do Loire-Atlantique, seu pai, Louis Pierre Auguste Babonneau, era um engenheiro de primeira classe nas Obras Públicas da Indochina em Hanói, no Tonquim, então parte da Indochina Francesa. Sua mãe era Marie Émilie Parmentier. Juntos eles tiveram 4 filhos: Marguerite, Suzanne, René e Pierre. Apenas René nasceu em Nantes, os outros três nasceram em Hanói. Com o bacharelado, ingressou em Saint-Cyr em 1924 (promoção do Rife).
Segundo-tenente em 1926, serviu no 11º Batalhão de Metralhadores por dois anos antes de ser promovido a tenente e designado, como chefe de seção, para a 3ª companhia do 171º Regimento de Infantaria. Depois de servir no 4º Regimento Estrangeiro de Infantaria  (4º REI) de 1930 a 1933, foi designado para o 16º Batalhão de Caçadores a Pé e então, em 1935, para o 1º Regimento Estrangeiro. Promovido a capitão em março de 1936, comandou, ainda no 1º RE, companhia de sapadores-pioneiros que realizou importantes obras na região de Tébessa.
Em 1939, foi designado para o 6º REI no Levante. Comandante de companhia, feito prisioneiro em junho de 1941 durante a campanha da Síria pelos anglo-australianos, juntou-se às Forças Francesas Livres no mês seguinte com 87 legionários  e foi designado para a 13ª Meia-Brigada da Legião Estrangeira (13º DBLE).
Promovido a chefe de batalhão em setembro de 1941, René Babonneau assumiu o comando do 2º Batalhão que, em Bir Hakeim, em 27 de maio de 1942, repeliu o ataque de mais de 70 carros de combate da Divisão Ariete, destruindo 35 deles. Seu batalhão recebeu uma citação na ordem do exército. Tendo ficado para trás para garantir a retirada, durante a saída forçada de Bir Hakeim, na noite de 10 para 11 de junho de 1942, foi feito prisioneiro e transferido para a Itália, de onde tentou escapar por duas vezes. Foi condecorado como Companheiro da Libertação por decreto de 9 de setembro de 1942. Na terceira vez, baleado no ombro e no pulmão, ainda conseguiu chegar ao posto de comando (PC) da 13ª DBLE em 25 de junho de 1944 após dois anos de cativeiro.
Condecorado com a Cruz da Libertação pelo General de Gaulle na Itália em julho, recebeu no mesmo mês, apesar dos ferimentos, as funções de segundo em comando da 1ª Brigada da 1ª Divisão Francesa Livre (1ª DFL).
Responsável, durante o desembarque da Provença, por reagrupar e organizar as formações das FFI disponibilizadas à 1ª Divisão Francesa Livre, à frente da sua brigada voadora, destacou-se durante as batalhas de Hyères e Toulon. Ele lutou até no Doubs, no Haute-Saône e no sopé dos Vosges.
Promovido a tenente-coronel em março de 1945, René Babonneau assumiu o comando do 158º RI, à frente do qual participou na libertação da Ilha de Oléron no final de abril de 1945, mostrando mais uma vez a sua bravura e o seu sentido de combate.
Em janeiro de 1946, foi designado segundo em comando do 2º REI com destino ao Extremo Oriente. Repatriado clinicamente em 1947 após um grave acidente de carro, ele então comandou o 6º Regimento de Infantaria Estrangeiro na Tunísia de 1949 a 1952. Atribuído à GALE, responsável pela formação legionária de jovens oficiais em 1953, deixou a Legião em 1954 para o comando da subdivisão de Teleghma. Recebeu a Medalha da Resistência Francesa por decreto de 31 de março de 1947.
Uma noite, em uma cidade-guarnição, um oficial de alta patente surpreende sua esposa com um homem. Ele é um legionário. Uma briga na sala, o legionário escapa com hematomas. No dia seguinte, o oficial de alta patente foi ver o oficial responsável pelos legionários, era René Babonneau, apelidado de "Babs" por seus homens. René Babonneau não pode se opor ao pedido do corno: "Quero ver seus homens, vou reconhecer o culpado porque ele está com um olho roxo". René Babonneau vai ao encontro dos seus homens e descreve-lhes a situação. Os homens sabem o que devem fazer. Quando o corno mais velho analisa os legionários, todos ficam com um olho roxo. Este é o espírito da legião e o espírito "Babs".
Aposentou-se como coronel em 1960 e morreu em Saint-Avold, no Mosela, em 20 de novembro de 1963. Ele foi enterrado em Sainte-Marie-sur-Mer no Loire-Atlantique.

## Legado
Em 14 de julho de 2012, uma rua com o nome de "Coronel René Babonneau" foi inaugurado na localidade de Pornic em Sainte-Marie-sur-Mer, a poucos metros do cemitério onde repousa.

## Condecorações
- Comendador da Legião Honra
- Companheiro da Libertação
- Cruz de Guerra 1939–1945 (quatro citações)
- Cruz do Valor Militar
- Medalha da Resistência Francesa
- Medalha dos Fugitivos
- Cruz do Combatente Voluntário da Guerra de 1939–1945
- Cruz do Combatente Voluntário da Resistência
- Cruz do Combatente
- Medalha Colonial com as barras "Marrocos", "Bir-Hakeim" e "Extremo Oriente"
- Comendador da Ordem do Nichan Iftikhar
- Medalha comemorativa dos serviços voluntários na França Livre
- Estrela de Prata (Estados Unidos)